# Battle of Chemulpo Bay
Battle of Chemulpo Bay ist ein US-amerikanischer Kriegsfilm aus dem Jahr 1904. Der Film wurde von der Edison Manufacturing Company am 20. April 1904 veröffentlicht.

## Filminhalt
Der Film zeigt Szenen des Gefechts von Tschemulpo im Russisch-Japanischen Krieg. Der russische Kreuzer Warjag und das Kanonenboot Korejez verlassen den Hafen von Tschemulpo (heute: Incheon), werden aber von der japanischen Flotte gestellt. Nach heftigem Beschuss kehren beide Schiffe wieder um, sinken aber noch vor Erreichen des Hafens.

## Hintergrundinformationen
Der Film gehört zu den ersten Kriegsfilmen der Filmgeschichte. Die Szenen entstanden in den Studios der Edison Manufacturing Company.